# HMS Mimi och HMS Toutou
HMS Mimi och HMS Toutou var två stridsbåtar i brittiska Royal Navy under första världskriget.

## Expeditionsstyrka till Tanganyikasjön
Det brittiska amiralitetet beslöt under första världskriget, i april 1915, på förslag av storviltjägaren och Afrika-kännaren John R. Lee, att sända en expeditionsstyrka till Tanganyikasjön med mål att bryta det tyska militära herraväldet över den 67 mil långa sjön. Till chef utsågs marinofficeren Geoffrey Spicer-Simson med John R. Lee som sous-chef.
Vanligtvis fraktades på denna tid fartyg till de afrikanska stora sjöarna i byggsatser för slutmontering på plats. I detta fall var detta för riskabelt, då tyskarna skulle kunna slå ut fartygen innan de blivit operativa. Därför valdes färdigbyggda, mindre båtar. HMS Mimi och HMS Toutou byggdes av John I. Thornycroft & Company i Twickenham vid Themsen 1914–1915 för det grekiska flygvapnet, men rekvirerades av den brittiska flottan för expeditionsstyrkan till Tanganyika och undergick mindre modifikationer. Mimi och Toutou var 12,2 meter långa systerfartyg i mahogny och kom upp i 19 knop med begränsad last med hjälp av två bensinmotorer på vardera 100 hästkrafter och dubbla propellrar, vilket skulle göra dem till de snabbaste fartygen på Tanganyikasjön. De var de dittills minsta båtar som fått den brittiska beteckningen His Majesty's Ship (HMS).
Båtarna beväpnades med varsin Hotchkiss 47 millimeters fartygskanon i fören och varsin Maximkulspruta i aktern. Det visade sig att båtarna kunde klara fartygskanonernas rekyl endast om de avfyrades rakt framåt, men man räknade med att denna nackdel uppvägdes av båtarnas stora manövreringsförmåga. Båtarna testades i Storbritannien i början av juni 1915 och packades därefter ombord, tillsammans med transportvagnar och lastvaggor, på Union-Castle Lines post- passagerarbåt RMS Llanstephan Castle, som avgick från Storbritannien den 15 juni med destination Kapstaden i Sydafrika.

## Expeditionsstyrkans färd till Tanganyikasjön
Huvudartikel: Cirkus Simson
John R. Lee och en annan expeditionsmedlem hade sänts i förväg för att rekognosera väg och röja den första sträckan genom väglöst land i Katanga i Belgiska Kongo. Från Sydafrika fraktades båtarna i juli på järnväg norrut till dåvarande Elisabethville i Belgiska Kongo och därifrån med järnväg till dess slutstation i byn Fungurume, dit de anlände den 6 augusti 1915. I Sydafrika hade också anskaffats två ångtraktorer, en lastbil samt dragoxar.
Efter en knapp månad hade expeditionen under stora svårigheter tillryggalagt den ungefär 16 mil långa väglösa och flodlösa sträckan från Fungurume till Sankishia i Katanga, som hade järnvägsförbindelse åt andra hållet. Terrängen är bergig och uppbruten av floder och expeditionen var tvungen att bygga 150 broar över vattendrag eller klyftor samt använda vinschanordningar för att få båten först upp och sedan ner igen över de brantaste randbergen. Till hjälp fanns oxarna, de ångdrivna traktorer, vinschar och lokalt rekryterad arbetskraft i hundratal.
Efter transport på järnväg från Sanshia till Bukama under nästa etapp följde transport nedströms på Lualabafloden, som är Kongoflodens huvudflöde i dess övre lopp. Under torrtiden hade floden detta år dock lågt vattenstånd, varför den beställda ångaren inte kunde komma fram till Bukama. Mimi och Toutou fick paddlas och släpas de första milen med många strandningar på rev i floden. Efter 17 dagar på Lualaba nåddes järnvägsterminalen Kabalo, varifrån den sista etappen på ungefär 27 mil gick per en nyligen färdigställd järnväg österut till dåvarande Albertville, nuvarande Kalemie. Dit anlände expeditionen den 26 oktober.
Vid Albertville byggdes en hamnpir för att skydda båtarna, varefter de sjösattes den 23 december 1916, Testkörningar och -skjutningar visade att båtarna med full beväpning, ammunition och manskap inte klarade mer än 13 knop, men även denna hastighet gjorde dem överlägsna de tre tyska ångarna i snabbhet med stor marginal.

## Flottoperationer
Huvudartikel: Slaget om Tanganyikasjön
Mimi och Toutou opererade från basen vid Albertville tillsammans med det lilla som fanns av belgiska båtar. Elddopet kom redan några dagar efter sjösättningen, den 26 december, då den tyska beväpnade tidigare tullkuttern Kingani siktades nära basen. De brittiska båtarna jagade den tyska, som bara kunde avfyra sin fartygskanon framåt, och lyckades få flera träffar i Kingani, varefter tyskarna gav upp. Båten togs till basen, lagades och mönstrades in i den brittiska flottan som HMS Fifi. 
Den 9 februari kom den tyska tidigare postbåten, numera krigsfartyget Hedwig von Wissmann och letade efter Kingani. Alla de nu tre brittiska örlogsfartygen tog upp en jakt på Hedwig von Wissmann, som också även hon endast kunde avfyra sin kanon framåt. Till slut, när hennes ammunition var så gott som slut, fick Fifi en träff och sänkte det tyska fartyget. Därefter var den tyska totala kontrollen över Tanganyikasjön bruten.
Varken Mimi och Toutou, eller den engelska flottenheten över huvud taget, var därefter inblandade i strid igen. Geoffrey Spicer-Simson undvek att konfrontera det enda kvarvarande hotet SMS Goetzen och båtarna användes bara på ett försiktigt sätt som stöd till brittiska arméenheter. Tyskarna sänkte sedan själva SMS Goetzen den 16 juli utanför Kigoma, när styrkor från Ententen närmade sig staden.
Mimi och Toutou synes ha utrangerats under 1920-talet.

## Övrigt
Namnen Mimi och Toutou är parisisk slang för "mjau" och "vov vov". Geoffrey Spicer-Simson hade ursprungligen föreslagit "Dog" och "Cat" som namn, men dessa hade inte godkänts av amiralitetet.